# Zălog (arbust)
Zălog, (Salix cinerea L.), este o specie de plante din familia Salicaceae, care crește sub formă de arbust înalt până la 5 m.

## Răspândirea
În România, se întâlnește în mod frecvent de la câmpie până la munte și anume până în subzona fagului. Se poate întâlni în tufărișuri, zăvoaie, pajiști mlăștinoase, în șanțuri, pe malul apelor sau în mlaștini.

## Solurile pe care crește
Preferă soluri gleice sau soluri slab acide.

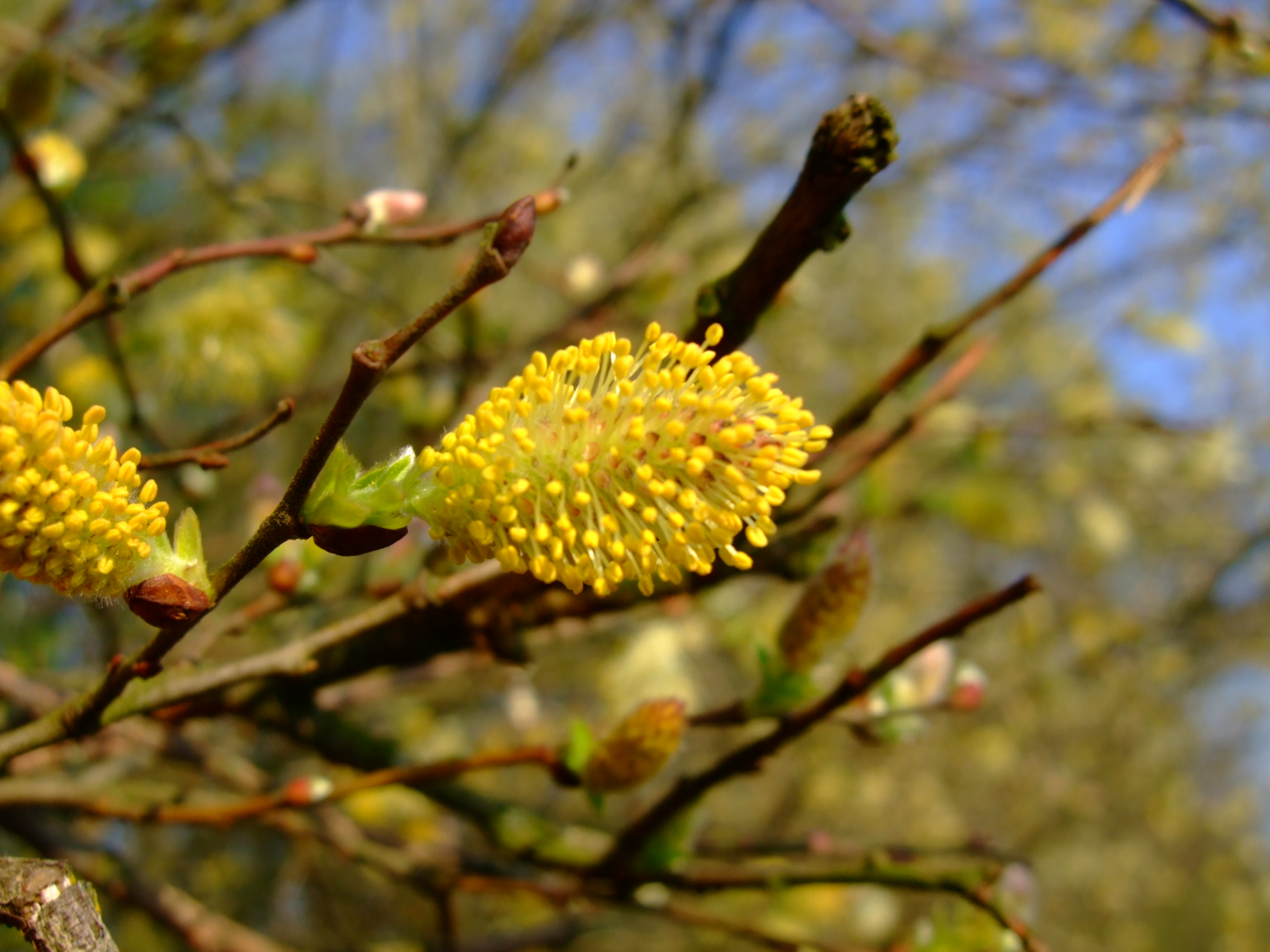
Floare
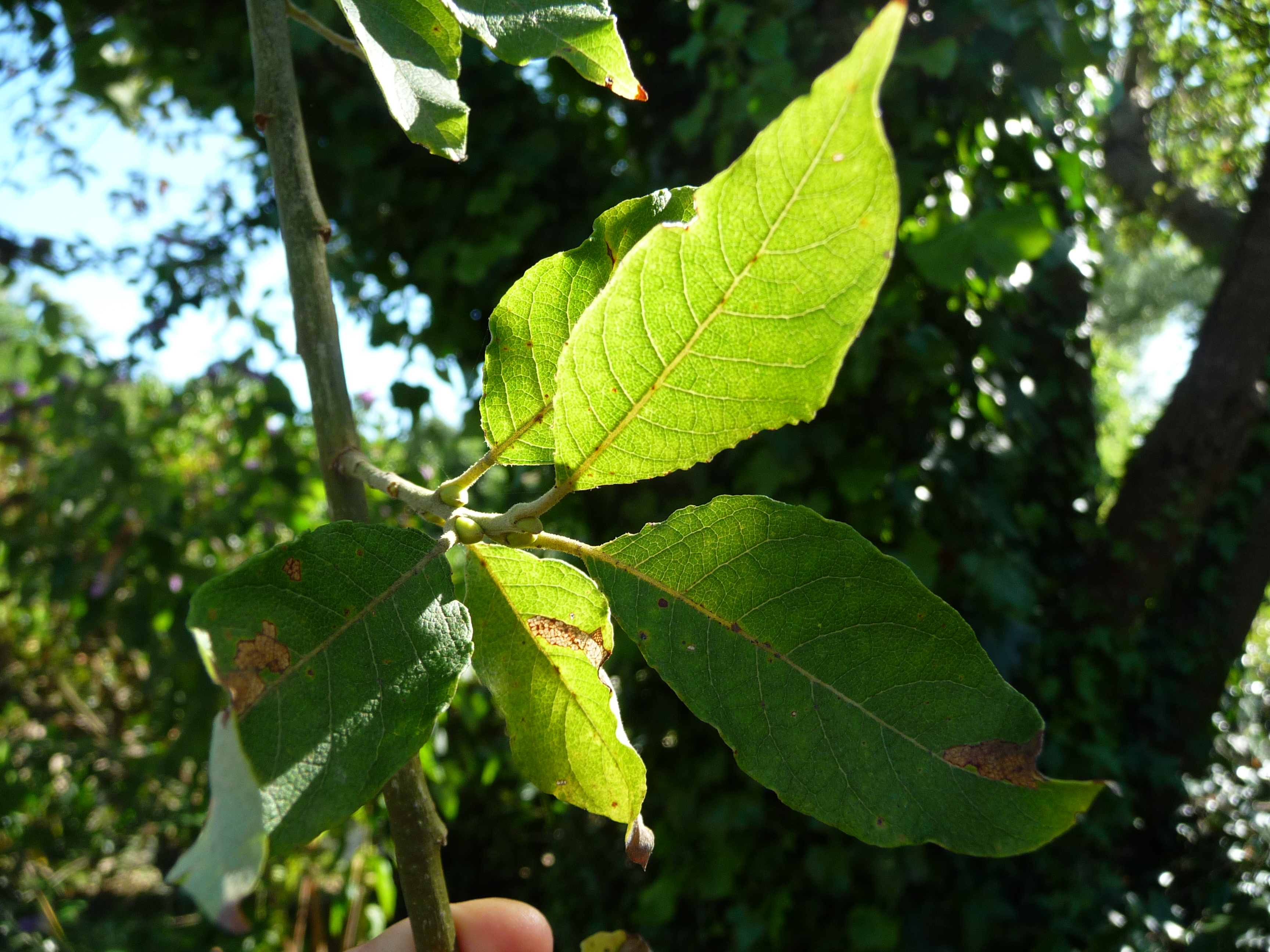
Frunze
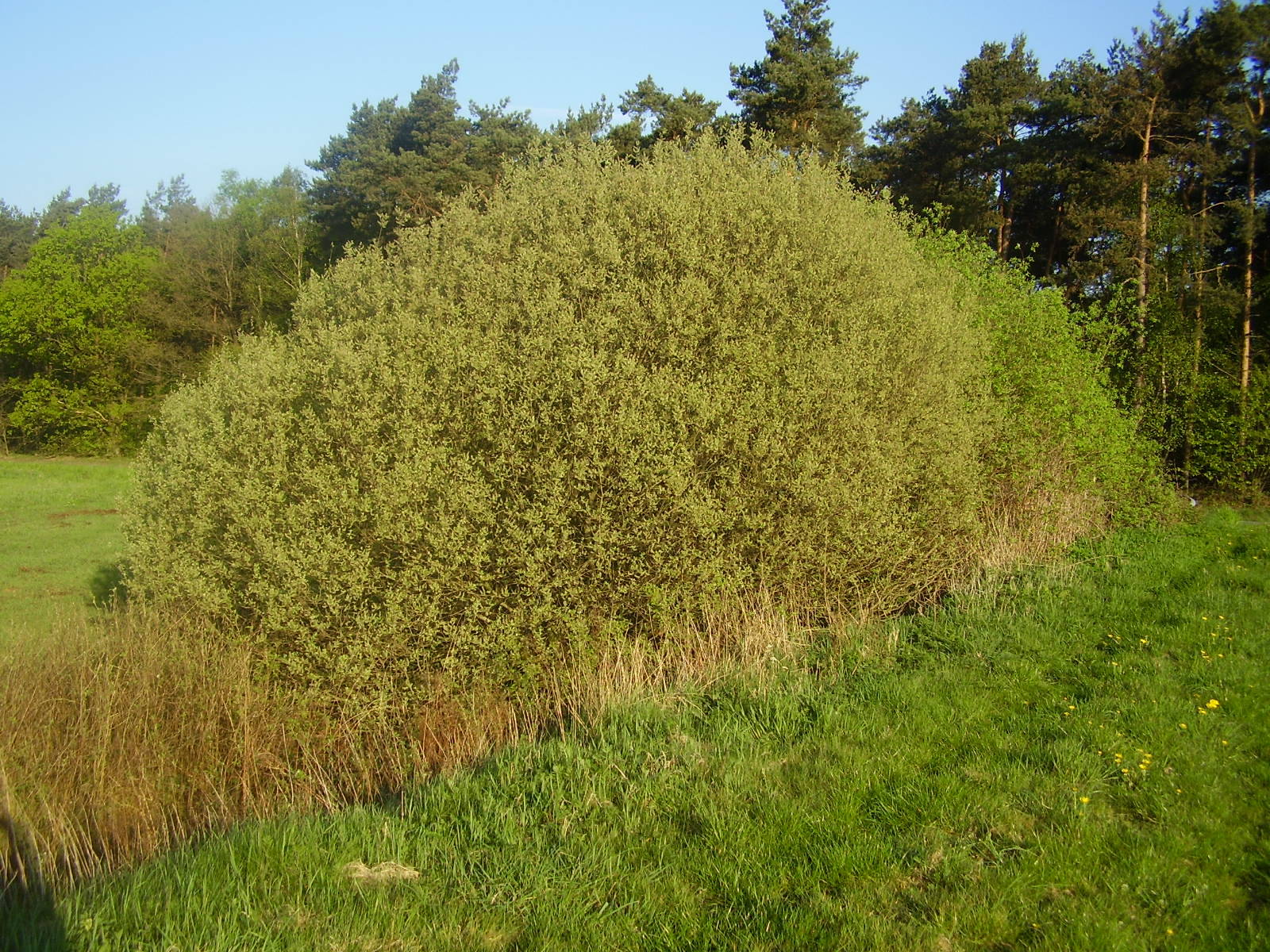